# Правилни полиедри
Правилни полиедри су правилни конвексни полиедри чије су заједничке карактеристике:
- Сваки правилни полиедар је омеђен површима истог облика
- Ове површи су правилни многоулгови,
- Из сваког темена једног правилног полиедра полази једнак број ивица,
- Један правилни полиедар се не може добити спајањем више других

Ових геометријских тела има свега пет: 
1. тетраедар,
2. хексаедар (коцка),
3. октаедар,
4. додекаедар и
5. икосаедар.

## Пет правилних полиедара
| Пет правилних полиедара    | Пет правилних полиедара | Пет правилних полиедара | Пет правилних полиедара | Пет правилних полиедара | Пет правилних полиедара |
| -------------------------- | ----------------------- | ----------------------- | ----------------------- | ----------------------- | ----------------------- |
| Име                        | Тетраедар               | Хексаедар или Коцка     | Октаедар                | Додекаедар              | Икосаедар               |
| Слика                      | (Анимација)             | (Анимација)             | (Анимација)             | (Анимација)             | (Анимација)             |
| Размотана фигура           |                         |                         |                         |                         |                         |
| Површи                     | 4 троугла               | 6 квадрата              | 8 троуглова             | 12 петоуглова           | 20 троуглова            |
| Број ивица/темена          | 6 / 4                   | 12 / 8                  | 12 / 6                  | 30 / 20                 | 30 / 12                 |
| Број ивица у једном темену | 3                       | 3                       | 4                       | 3                       | 5                       |